# Валени (Мовилица)
Валени (рум. Văleni) насеље је у Румунији у округу Вранча у општини Мовилица. Oпштина се налази на надморској висини од 218 m.

## Становништво
Према подацима из 2011. године у насељу је живело 256 становника.